# 保坂典子
保坂 典子（ほさか のりこ、1974年 - ）は、東京都出身のチアリーダー。

## 経歴
獨協大学卒業後、Xリーグの『日産スカイライナーズ』のチアリーダーを経て2008年NFL『ワシントン・レッドスキンズ』のチアリーダーとなった。2009年シーズンも同チームのオーディションに合格し2年目のシーズンを過ごした。
2010年からはアリーナフットボールリーグ『サンノゼ・セイバーキャッツ』のチアリーダー「Saber Kittens」のメンバーとして活動中。

## 人物
堀池薫子と日本のXリーグオールスターチアリーダー『VENUS』でともに活動したことがある。また、サンフランシスコ・フォーティーナイナーズのチアリーダーである佐竹美帆と仲が良い。